# Яно-Индигирская низменность
Яно-Индигирская низменность (также Индигирская низменность) — обширная заболоченная равнина в Северо-Восточной Сибири, на территории Якутии. Вместе с Колымской низменностью, лежащей к востоку, образует обширную Восточно-Сибирскую низменность.

## География
Простирается более чем на 600 км вдоль южного побережья моря Лаптевых и Восточно-Сибирского моря, от губы Буор-Хая на западе до дельты р. Индигирка на востоке. Включает также обширную дельту р. Яна, откуда и название, а также устья других, более мелких рек. Имеет форму полумесяца, ширина в самой широкой части достигает 300 км. Средняя высота над уровнем моря: 30—80 м. Местами над низиной возвышаются остаточные кряжи из коренных горных породами, высотой до 558 м.

## Рельеф
Преобладают многолетнемёрзлые породы и мерзлотные формы рельефа. Низменность сложена различного рода морскими, речными и озёрными отложениями с высоким содержанием ископаемого льда в силу преобладания многолетней мерзлоты. К особенностям местного рельефа относятся термокарстовые западины (аласы) с озёрами и болотами, бугры пучения. По берегам рек, морей и озёр имеются бугры-байджарахи. Обнаруживаются полигональные грунты. Побережья холодных морей покрывает мохово-лишайниковая и кустарничковая тундра. На юге по долинам рек имеются участки лесотундры, состоящие из редкостойной лиственницы.